# Çukurca (Kurşunlu)
Çukurca is een dorp in het Turkse district Kurşunlu en telt 83 inwoners (1997).
Centrale districtsplaats (İlçe Merkezi): Kurşunlu
Gemeenten (Beldeler): Çavundur · Dumanlı · Hacımuslu · Sivricek · Taşkaracalar
Dorpen (Köyler):
Ağılözü · Başovacık · Bereket · Çatkese · Çaylıca · Çırdak · Çukurca · Dağören · Dağtarla · Demirciören · Eskiahır · Göllüce · Hocahasan · İğdir · Kapaklı · Kızılca · Köpürlü · Madenli · Sarıalan · Sumucak · Sünürlü · Yamukören · Yeşilöz